# Kiss & Ride
『Kiss & Ride』（キスアンドライド）は、FMヨコハマで放送されているラジオ番組である。略称は『キスライ』。

## 概要
『E-ne!〜good for you〜』に代わるFMヨコハマの月曜から木曜午後のワイド番組として、2021年4月1日より放送開始。
番組名は「家族を車で最寄り駅まで送り迎えすること」を意味する「キスアンドライド」に由来する。「あなたをのせるラジオ」をキャッチフレーズとし、神奈川にゆかりのあるレポーターとともに情報を届ける。
リスナーの呼称は「キスライダー」

## 出演者

### メインパーソナリティ
- 高橋茉奈（月・火）
- 小林大河（月 - 木）[4]
- 有華（木）[5]

### リポーター
- 令和応援団 龍口健太郎（月・火）
- 長友愛莉（水・木）[6]

### 代演
- ZiNEZ- 小林の代演
- 小林大河（2022年8月1・2日） - 高橋の代演
- 龍口健太郎（2022年8月3・4日） - 長友の代演
- 石川舜一郎 - 2022年11月2日：小林の代演、2022年11月14日：高橋の代演
- 舘谷春香（2022年11月15日） - 高橋の代演
- 飛香まい（2022年12月5・6日） - 高橋の代演
- 柴田聡（2023年7月13日） - 小林の代演

## 放送時間
月曜 - 木曜 12:00 - 15:00
- 例年7・8月は『CATCH OF SUMMER』を放送するため、13時開始に短縮

## コーナー・タイムテーブル
- 12:00 - オープニング
- 12:05 - オープニングトーク、テーマ発表
- 12:15 - CHECK IN（リポートコーナー）
- 12:27 - FM yokohama TRAFFIC REPORT
- 12:31 - RADIO SHOPPING(小林アナ & 熊谷章洋）
- 12:55 - FM yokohama NEWS & WHETHER INFORMATION
- 13:05 - キスライPICK UP（ゲストコーナー）
- 13:27 - FM yokohama TRAFFIC REPORT
- 13:31 - RADIO SHOPPING
- 13:40 - 守ろう！私たちの綺麗な海[7]
- 13:55
火 - iYell presents あなたをのせるビジネスメソッド[8]

- 14:08 - (月)(火) 午後の中間報告
- 14:15 - CHECK IN
- 14:27 - FM yokohama TRAFFIC REPORT
- 14:31
月 - ワールドフィナンシャル　知らなきゃ損保
火 - コール給湯センターメタックス GOOD AND SMILE
水 - Nature Note
木 - LIGHT UP KANAGAWA（黒岩祐治）
- 14:53 - エンディング、(月)(火)おたんたん(誕生日メッセージ紹介）

### 過去にあったコーナー
- 13ː50 月 - ファンケルヨコハマなでしこ[9]（桐島瑞希 → 半田あい）（2023年3月27日最終回）[10]

## 備考
- 2021年7月19日から8月31日まで、夏季限定番組「CATCH OF SUMMER」[11]放送のため、1時間短縮し、13:00から放送。